# 브루노스트
브루노스트(노르웨이어: brunost), 뮈소스트(노르웨이어: mysost, 덴마크어: myseost 뮈세오스트[*], 스웨덴어: mesost 메소스트[*], 아이슬란드어: mysuostur 미쉬오스튀르, 핀란드어: mesjuusto 메스유스토[*]) 또는 예이토스트(노르웨이어: geitost)는 노르웨이의 유청 치즈이다. 흔히 염소젖으로 만들지만, 소젖을 섞어 만들거나 소젖으로 만들기도 한다. 덴마크, 스웨덴, 아이슬란드, 핀란드 등 다른 북유럽 지역에서도 즐겨 먹는다.

## 이름
노르웨이어 "브루노스트(brunost)"는 "갈색"을 뜻하는 "브룬(brun)"과 "치즈"를 뜻하는 "오스트(brunost)"의 합성어로, "갈색 치즈"라는 뜻이다.
"뮈소스트(mysost)"는 "유청"을 뜻하는 "뮈세(myse)"와 "오스트"의 합성어로, "유청 치즈"라는 뜻이다. 덴마크어 "뮈세오스트(myseost)", 스웨덴어 "메소스트(mesost), 아이슬란드어 "미쉬오스튀르(mysuostur)", 핀란드어 "메스유스토(mesjuusto)"는 모두 "뮈소스트"의 동원어이다.
"예이토스트(geitost)"는 "염소 치즈"라는 뜻인데, "예이트(geit)"가 "염소"를 뜻한다. 노르웨이에서는 염소젖을 함유하는 브루노스트를 흔히 "예이토스트"라 부르며, 소젖을 섞지 않고 염소젖만 넣어 만든 브루노스트는 "진짜 염소젖 치즈"라는 뜻의 "엑테 예이토스트(ekte geitost)"라 부른다. 그러나 브루노스트는 엄밀히 말해서 치즈가 아니라 유청 치즈이며, 노르웨이에서 프랑스의 셰브르 치즈와 같은 실제 염소젖 치즈는 따로 "비트 예이토스트(hvit geitost)"라 불리는 경우가 많다. 이때 "비트(hvit)"는 "흰색"이라는 뜻이며, "갈색"을 뜻하는 "브룬"과 대비되어 가리키는 것이 "브루노스트가 아닌 치즈"임을 나타낸다.

## 만들기
브루노스트는 유청과 염소젖(또는 소젖), 크림을 몇 시간 동안 끓여 수분을 제거한 다음, 젖당을 캐러멜화시켜 만든다. 젖당이 캐러멜화되면서 갈색을 띠게 되며, 단맛이 나게 된다.